# Media Matters for America
Media Matters for America (MMfA) ist eine der Demokratischen Partei nahestehende Nichtregierungsorganisation mit Sitz in Washington, D.C., die als 501(c)(3)-non profit eingetragen ist. Sie versucht, „konservative Fehlinformationen“ in den US-amerikanischen Medien aufzudecken. Zu den Methoden von Media Matters gehören die Veröffentlichung von Berichten, Faktenchecks und Schnellantworten auf falsche und irreführende Informationen.

## Geschichte
Media Matters for America wurde im Mai 2004 von David Brock, einem ehemaligen konservativen Journalisten, gegründet. Brock erklärte, ein zentrales Ziel sei es, Journalisten und Medien auf irreführende Behauptungen hin zu überwachen und diese dann aufzuzeigen. Brock argumentierte, dass bisher vornehmlich konservative Überwachungsgruppen dies getan und dadurch Mainstream-Journalisten, die Medien und die amerikanische Politik nach rechts gedrängt hätten. Media Matters war dabei besonders als linksliberale Antwort auf das konservative Media Research Center gedacht. Brock gründete die Gruppe mit Hilfe des Center for American Progress. John Podesta, der ehemalige Stabschef von Präsident Bill Clinton, stellte Media Matters Büroräume im Center for American Progress zur Verfügung, einer den Demokraten nahestehende Denkfabrik, die Podesta 2002 gegründet hatte. Hillary Clinton beriet Media Matters in der Anfangsphase. Im Jahr 2010 spendete George Soros Media Matters eine Million Dollar und begründete dies mit der Sorge, dass die „aufrührerische Rhetorik der Fox News-Moderatoren zu Gewalt anstiften könnte“.
Die Organisation kritisierte mehrere Medienentgleisungen von Personen wie Rush Limbaugh, Don Imus oder Tucker Carlson, was immer wieder zu Rechtsstreitigkeiten führte. Von 2010 bis 2013 führt MMfA einen „Krieg gegen Fox“, dessen Moderatoren immer wieder zur Zielscheibe von Media Matters wurden. Im März 2019 veröffentlichte die Organisation Tonaufnahmen des Fox News-Moderators Tucker Carlson, in denen er sich zwischen 2006 und 2011 abwertend über Frauen äußerte. Unter anderem bezeichnete Carlson die Gesetze zum Schutz vor Vergewaltigung als „ungerecht“, verteidigte den mormonischen Kirchenführer Warren Jeffs, der wegen sexueller Missbrauchs von Kinder angeklagt war, und bezeichnete Frauen als „extrem primitiv“. Nachdem über Carlsons Äußerungen ausführlich berichtet worden war, twitterte Carlson: „Media Matters hat mich dabei erwischt, wie ich vor mehr als zehn Jahren in einer Radiosendung etwas Unanständiges gesagt habe“, und lehnte es ab, sich zu entschuldigen. Am folgenden Tag veröffentlichte MMfA eine zweite Reihe von Tonaufnahmen, in denen Carlson Iraker als ‚halbgebildete, primitive Affen‘ bezeichnete. Carlson schlug auch vor, dass Einwanderer in die USA „heiß“ oder „wirklich klug“ sein sollten und dass weiße Männer „die Zivilisation geschaffen haben“.
Im November 2023 veröffentlichte Media Matters eine Analyse, aus der hervorging, dass Anzeigen großer Unternehmen wie IBM auf der Social-Media-Plattform X (ehemals Twitter) neben Nutzerbeiträgen mit antisemitischem Inhalt, darunter Lob für Adolf Hitler und die Nazis, angezeigt wurden. Als Reaktion auf die Studie und einige der jüngsten Posts von Musk setzten mehrere prominente Unternehmen ihre Werbung auf der Plattform aus. Die Studie führte zu einer Klage von X-Besitzer Elon Musk gegen Media Matters. Im Mai 2024 musste Media Matters ein Dutzend Mitarbeiter von inmitten einer Reihe von Klagen und rechtlichen Untersuchungen von Elon Musk und republikanischen Generalstaatsanwälten entlassen.

## Aktivitäten
Hauptziel von Media Matters ist es, Fehlinformationen in rechten Medien aufzudecken und öffentlich zu korrigieren. Dabei veröffentlicht sie regelmäßig Berichte, Videos und Recherchen über Aussagen in Fernsehsendungen, Radiobeiträgen und Online-Plattformen. Media Matters versucht, durch öffentliche Aufmerksamkeit und mediale Gegennarrative den Einfluss konservativer Medien auf die politische Meinungsbildung zu verringern. Unter der Leitung von Angelo Carusone ab 2016 hat sich der Fokus der Organisation auf die Alt-Right, Verschwörungstheorien und Fake News im Internet verlagert, weg von Fernsehsendungen wie Fox.
Media Matters hat einige der bekanntesten Politikexperten angeheuert, die für demokratische Politiker und andere progressive Gruppen gearbeitet haben. Der Organisation wurde eine wichtige Rolle beim Präsidentschaftswahlkampf 2016 von Hillary Clinton zugeschrieben.
Die Organisation vergibt jährlich eine Negativauszeichnung namens Misinformer of the Year. Unter anderem gingen die Auszeichnungen an Chris Matthews, ABC News, Sean Hannity, Glenn Beck, Sarah Palin, Rupert Murdoch, Rush Limbaugh, Steve Bannon, CBS News, George Will und The Center for Medical Progress.

## Rezeption
Im Jahr 2008 zitierte ein Kolumnist von der New York Times David Folkenflik vom National Public Radio, der ihm sagte, Media Matters sei zwar parteiisch, aber dennoch eine nützliche Quelle für Hinweise, zum Teil aufgrund ihrer umfassenden Recherche. Steinberg sagte, dass die Rechten bereits über ähnliche Quellen verfügten, die nach Storys suchten und diese an Reporter weiterleiteten, und dass Media Matters effektiv eine Lücke auf der Linken gefüllt habe. In einem Meinungsbeitrag im Blog des Magazins The Economist aus dem Jahr 2010 wurde argumentiert, dass Media Matters bei Konservativen kein Gewicht habe, da es hauptsächlich konservative Quellen kritisiere und damit zu einer epistemologischen Spaltung beitrage. Von linker Seite wurde die starke Unterstützung für Hillary Clinton 2016 kritisiert.